# 後藤総合車両所
後藤総合車両所（ごとうそうごうしゃりょうしょ）は、鳥取県米子市に所在する西日本旅客鉄道（JR西日本）の車両基地および車両工場である。そのほか、島根県出雲市に出雲支所、鳥取市に鳥取支所、岡山市に岡山気動車支所が存在する。
山陰での最初の鉄道建設の際に、車両工場の土地を提供し、鉄道省当局に代わって足りない土地を買収することで誘致に貢献した後藤快五郎の名が付けられている。

## 組織
中国統括本部が管轄しており、車両工場がある本所と、車両基地がある米子支所および出雲支所、鳥取支所及び岡山気動車支所に分かれている。

### 本所
鳥取県米子市日ノ出町にある車両工場で、境線富士見町 - 後藤間に並行して敷地がある。敷地面積は82,271m2。
下関総合車両所が管理する以外の統括本部管内の自社車両に加え金沢総合車両所富山支所の気動車・金沢総合車両所敦賀支所のキハ120系気動車・吹田総合車両所福知山支所豊岡派出所・吹田総合車両所京都支所配置のキハ189系気動車・嵯峨野観光鉄道・京都丹後鉄道・智頭急行・若桜鉄道の車両や東海旅客鉄道（JR東海）大垣車両区配置の285系3000番台の車両検査・要部検査・改造、および日本貨物鉄道（JR貨物）のディーゼル機関車のエンジンや井原鉄道・一畑電車の部品検修、JR西日本に在籍するすべての気動車とディーゼル機関車に搭載されるディーゼルエンジンの整備を行っている。
気動車でも網干総合車両所余部派出所と吹田総合車両所京都支所亀山派出所の車両検査・要部検査・改造は原則網干総合車両所で行われ（時折本所で行われる場合あり）、下関総合車両所新山口支所と広島支所の車両検査・要部検査・改造は原則下関総合車両所で行われる（時折本所で行われる場合あり）。
また、近畿車輛・川崎重工業・新潟トランシスと提携して車両の新造業務も行っており、これまでにキハ120系やアーバンネットワーク各線で運用されている221系・207系などを製造した実績がある（後述）。平成後期以降は同所に拠点を置く表向きには系列会社の後藤工業（現：JR西日本後藤テック）社名で一畑電車7000系・8000系の新造（艤装以降）を手掛けた。
なお日本国有鉄道時代は「後藤工場」の名称であったが、 1985年（昭和60年）3月20日に国鉄の全国工場再編成により、広島・幡生・多度津とともに工場から車両所（後藤車両所）に名称変更されて、JR西日本に継承された。

### 米子支所

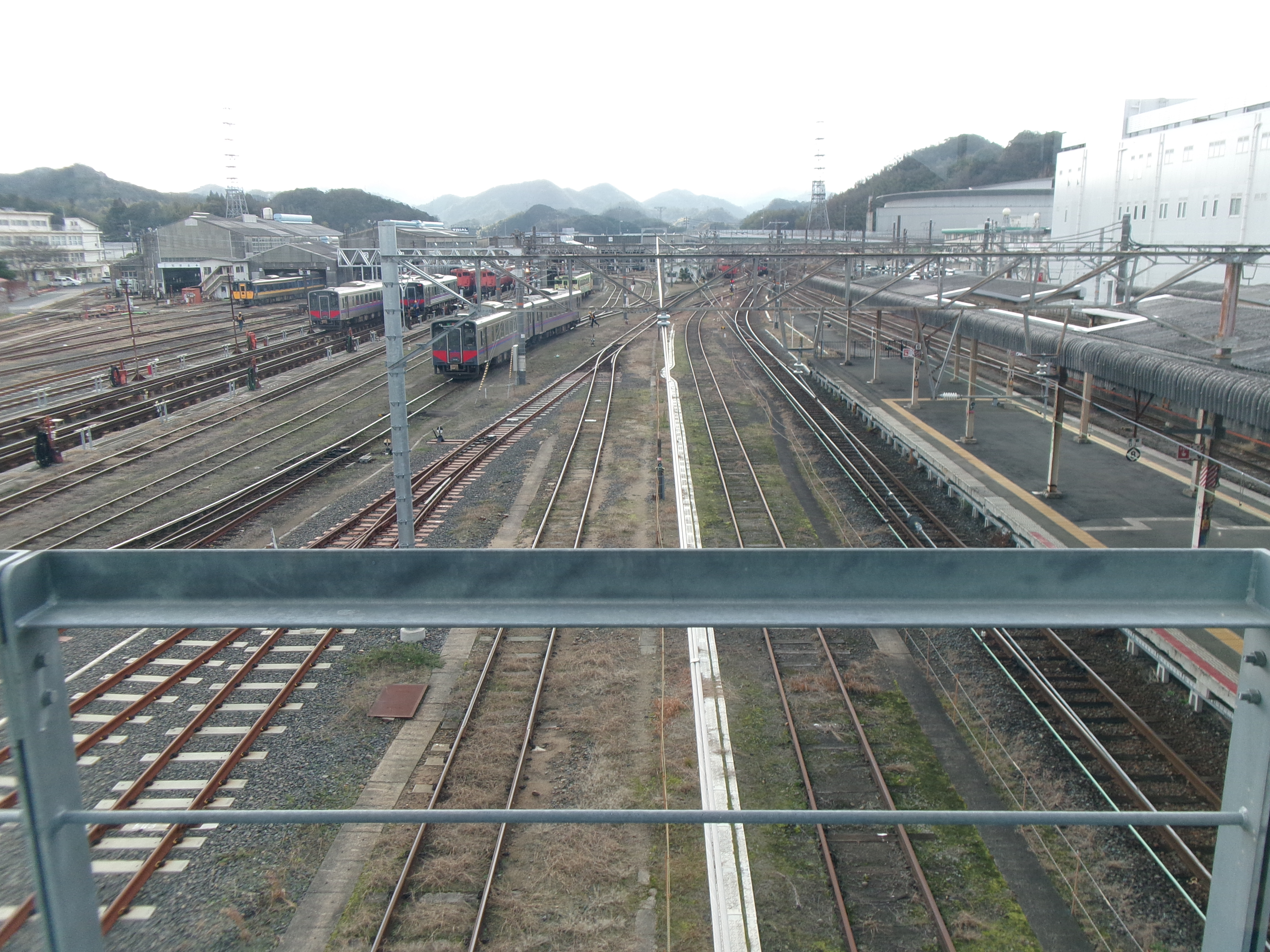

境線の米子駅構内である。敷地面積は39,572 m2。
車両基地内には扇形機関庫（せんけいきかんこ）が有り、現在も使用されている。

### 出雲支所
島根県出雲市東神西町にある車両基地で、山陰本線西出雲 - 出雲神西間に位置している。敷地面積は146,000m2。歴史は出雲鉄道部を参照。
2021年（令和3年）3月までは、東日本旅客鉄道（JR東日本）大宮総合車両センター東大宮センターとともにJRでは数少ない特急形車両専門の車両基地であった。かつては「出雲運転区」の名称で車両が配置されていたが、2000年（平成12年）に出雲鉄道部の下部組織となり出雲車両支部となったのち、2008年（平成20年）6月1日の出雲鉄道部廃止により本車両所の下部組織とされ、出雲支所に改称された。
島根県内では数少ない現役の転車台が設置されている。
また、島根県浜田市浅井町の浜田駅構内に浜田派出所が設置されている。

### 鳥取支所
鳥取県鳥取市にある車両基地で、山陰本線鳥取 - 湖山間に位置している。
2022年4月より鳥取鉄道部西鳥取車両支部が後藤総合車両所鳥取支所となった。

### 岡山気動車支所

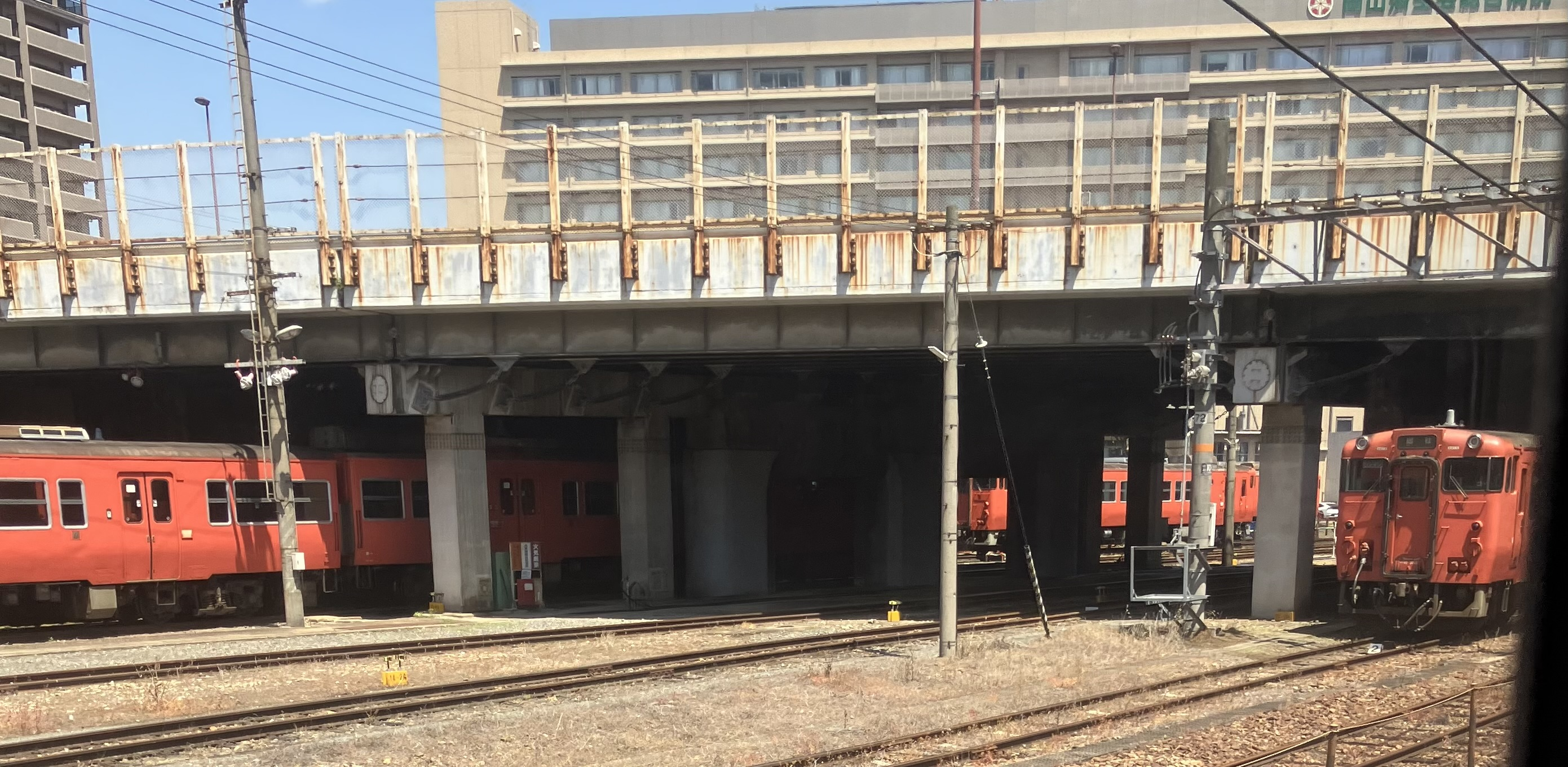
岡山気動車支所の一部

岡山県岡山市北区にある車両基地で、津山線岡山駅 - 法界院駅間に位置している。
2022年10月の組織改正により岡山気動車区は後藤総合車両所岡山気動車支所となった。

## 歴史
- 1902年（明治35年）11月 - 鉄道作業局米子出張所の仮工場として、米子駅構内西側に開設。
- 1918年（大正7年）12月 - 現在地の後藤駅付近に移転し、鉄道院西部鉄道管理局の後藤工場に改称。
- 1949年（昭和24年）6月1日 - 日本国有鉄道が発足し、大阪鉄道局の後藤機械部になる。
- 1950年（昭和25年）8月1日 - 米子鉄道管理局が発足し、後藤工場になる。
- 1985年（昭和60年） - 後藤車両所に改称。
- 1987年（昭和62年）4月1日 - 国鉄分割民営化により、西日本旅客鉄道が承継。
- 1997年（平成9年）3月8日 - 後藤車両所と米子運転所の検修部門が統合して、後藤総合車両所が発足。後藤車両所は本所に、米子運転所の検修部門は運用検修センターになる[2]。
- 2008年（平成20年）6月1日 - 出雲鉄道部出雲車両支部が後藤総合車両所に統合され、同所の出雲支所になる[3]。
- 2022年（令和4年）
  - （時期不明） - 鳥取鉄道部西鳥取車両支部と浜田鉄道部の検修部門が編入され、鳥取鉄道部西鳥取車両支部は鳥取支所に、浜田鉄道部の検修部門は出雲支所浜田派出所になる[4]。
  - 10月1日 - 中国統括本部発足に伴い、岡山気動車区が編入され、岡山気動車支所になる。
- 2024年（令和6年）6月1日 - 運用検修センターを米子支所に名称変更[5]。

## 新製車両
本所で新製した車両は以下のとおり
- 221系 2両（サハ220-56 + サハ221-65[6]。鷹取工場製のクハ221-65 + モハ220-56 + モハ221-65 + クモハ221-65に組み込み6両編成化[6]） - 川崎重工業の受託工事[6]
- 207系
  - 0番台 3両（クハ207-11 + モハ207-25 + クハ206-123[7]。鷹取工場製のモハ206-11を組み込み4両編成化[7]） - 川崎重工業の受託工事で、構体のみを甲種車両輸送で搬入した[7]（ノックダウン生産）
  - 1000番台 6両（直営製作[8]）
- キハ120形気動車 0番台3両（20 - 22）[9]、300番台19両（317 - 323・328 - 330・337 - 341・353 - 356）[9]（直営製作[8]）

## 車体に記される略号
整備済み車両の車体に記される略号
「後藤総」または「GT」が記されている。

所属車両の車体に記される略号
米子支所は、中国統括本部の略号である「中」と、後藤の電報略号である「トウ」から構成され、旅客車は「中トウ」、貨車・機関車は「米」である。機関車はかつて 「後」であったが、2010年（平成22年）6月ごろより「米」の表記に順次戻されている。
出雲支所は、「中」と、出雲を意味する「イモ」から構成され、「中イモ」である。浜田派出所は、「中」と、浜田を意味する「ハタ」から構成され、「中ハタ」である。
鳥取支所は、「中」と、鳥取を意味する「トリ」から構成され、「中トリ」である。
岡山気動車支所は、「中」と、岡山を意味する「オカ」から構成され、「中オカ」である。

## 配置車両
2023年（令和5年）4月1日現在の配置車両は以下のとおりで、運用検修センター（現：米子支所）と出雲支所、鳥取支所、岡山気動車支所に分散して配置されている。数字は他社からの管理受託車を除く。
| 区所 | 電車 | 気動車 | 機関車 | 客車 | 貨車 | 合計  |
| ---- | ---- | ------ | ------ | ---- | ---- | ----- |
| 米子 | 0両  | 92両   | 5両    | 2両  | 6両  | 105両 |
| 出雲 | 84両 | 21両   | 0両    | 0両  | 0両  | 105両 |
| 鳥取 | 0両  | 26両   | 0両    | 0両  | 0両  | 26両  |
| 岡山 | 0両  | 57両   | 0両    | 0両  | 0両  | 57両  |
| 全体 | 84両 | 196両  | 5両    | 2両  | 6両  | 293両 |

### 運用検修センター（現：米子支所）配置

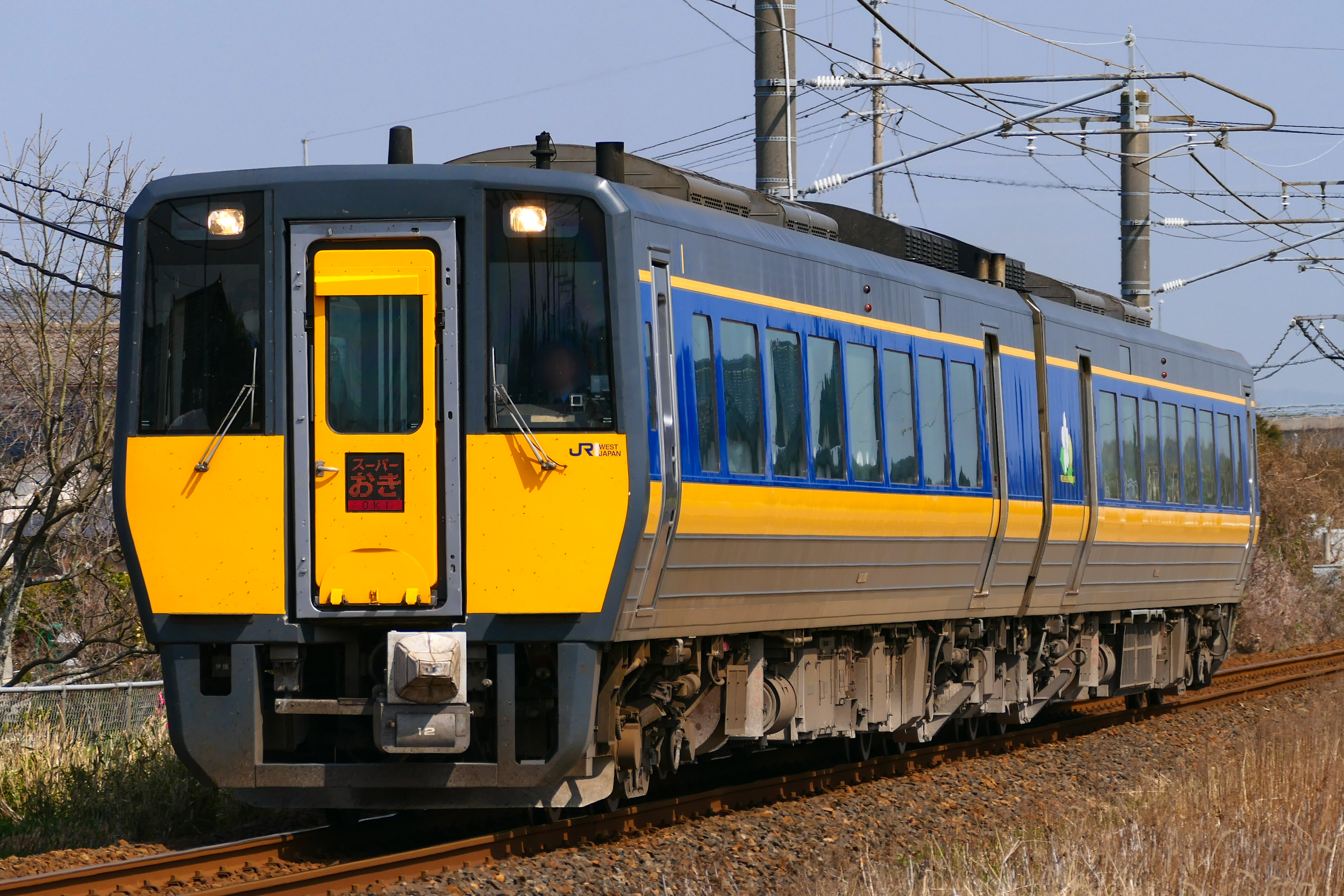
キハ187系

#### 気動車
- キハ187系気動車（18両）
  - 0番台2両編成7本、10番台2両編成2本が配置されている。
  - 基本的に特急「スーパーおき」「スーパーまつかぜ」で運用される。
  - 500番台2両編成4本は2022年度に鳥取支所へ転出した。
- キハ126系気動車（20両）
  - 0番台2両編成が5本、10番台2両編成5本が配置されている。全車がワンマン運転に対応している。
  - 通常、0番台は山陰本線（米子 - 益田間）で運用され、普通列車に使用される。10番台は山陰本線（鳥取 - 出雲市間）、因美線（智頭 - 鳥取間）、境線で運用され、快速「とっとりライナー」・土日の臨時快速「山陰海岸ジオライナー」・普通列車に使用される。また、車載型IC改札機を設置した車両は境線でも運転される。
- キハ121系気動車（9両）
  - 9両が配置されている。ワンマン運転に対応している。
  - 所定運用では山陰本線（浜坂 - 出雲市間）、伯備線（生山 - 伯耆大山間）、因美線（智頭 - 鳥取間）で運用され、 快速「とっとりライナー」、普通列車に使用されるが、キハ126系が検査等で不足しているときは2編成使用して代走をすることがある。
- キハ40形気動車（4両）
  - 2000番台4両が配置されている。全車がワンマン運転に対応している。
  - 境港市が水木しげるの出身地であることにちなんで、4両に『ゲゲゲの鬼太郎』の登場人物のイラストが描かれている。2118号が「鬼太郎列車」、2095号が「目玉おやじ列車」、2115号が「ねずみ男列車」、2094号が「ねこ娘列車」として境線を中心に運行されている。
  - 過去には山口鉄道部所属の2044号（首都圏色）が借り入れられており、予備車として使用された。
  - 配置されている車両はすべてリニューアル工事が施工されている。
  - 境線を走行するため車載型IC改札機が設置されている。
- キハ47形気動車（38両）
  - 0番台12両、1000番台6両、2000番台9両、3000番台9両、7000番台（あめつち）2両が配置されている。大半がワンマン運転に対応している。
  - 山陰本線（鳥取 - 浜田間）・境線・因美線（智頭 - 鳥取間）の普通列車で運用されている。
  - 全車がキハ40形と同様のリニューアル工事が施工されている。
  - 過去には紅白二色の塗り分けのものもあったが塗り替えられ、現在の車体塗装は「首都圏色」と呼ばれる朱色1色である。また、一部の車両は鬼太郎ファミリートレインとしてラッピングが施されているものがあり、原則境線で運転される。
  - 境線を走行するため車載型IC改札機が設置されている。
- キヤ143形気動車（3両）
  - 2016年（平成28年）新製の1両、2017年（平成29年）新製の2両の計3両が配置されている。
  - 事業用気動車でラッセル車として使用される。

#### 客車
- 12系客車（2両）
  - 800番台2両（スハフ12 801+スハフ13 801）が配置されている。
  - かつては山陰本線の普通列車の多くは客車により運行されていたが、すべて電車・気動車に置き換えられたため現在は木次線のトロッコ列車「奥出雲おろち号」用のみとなっている。
  - スハフ13 801には運転台が設置され、専用機関車のDE15形2558号機などによる同編成のプッシュプル運転を可能としている。スハフ13 801は窓ガラスが取り払われたり、座席も木製のものに換えられるなど大規模に改造されてトロッコ車両となっているが、スハフ12 801は塗装と座席（急行運用時代にリクライニングシートに交換）以外はほぼ原型のままである。

#### 貨車
- ホキ800形貨車（6両）
  - バラスト輸送・散布用ホッパ車。常備駅は米子駅となっている。

#### 機関車
- DE10形ディーゼル機関車（3両）
  - 3両が配置され、車両基地内での入換などに使用される。そのうち1161号機は木次線のトロッコ列車「奥出雲おろち号」カラーとなっている。
- DD51形ディーゼル機関車（2両）
  - 2両 (1179, 1186) が配置されている。
  - かつては多くの客車列車を牽引していたが、普通列車はすべて電車・気動車に置き換えられ、定期運用は寝台特急「出雲」を最後に消滅したため現在は臨時列車の牽引や車両基地内での入換などに使用される。
  - 1186号機はJR西日本に承継されてからお召し列車に4回運用された実績を持っており、2011年（平成23年）10月31日のお召し列車運転にあたって整備された際にはステップに日章旗を取り付けるための台座が設置された。

#### 過去の配置車両

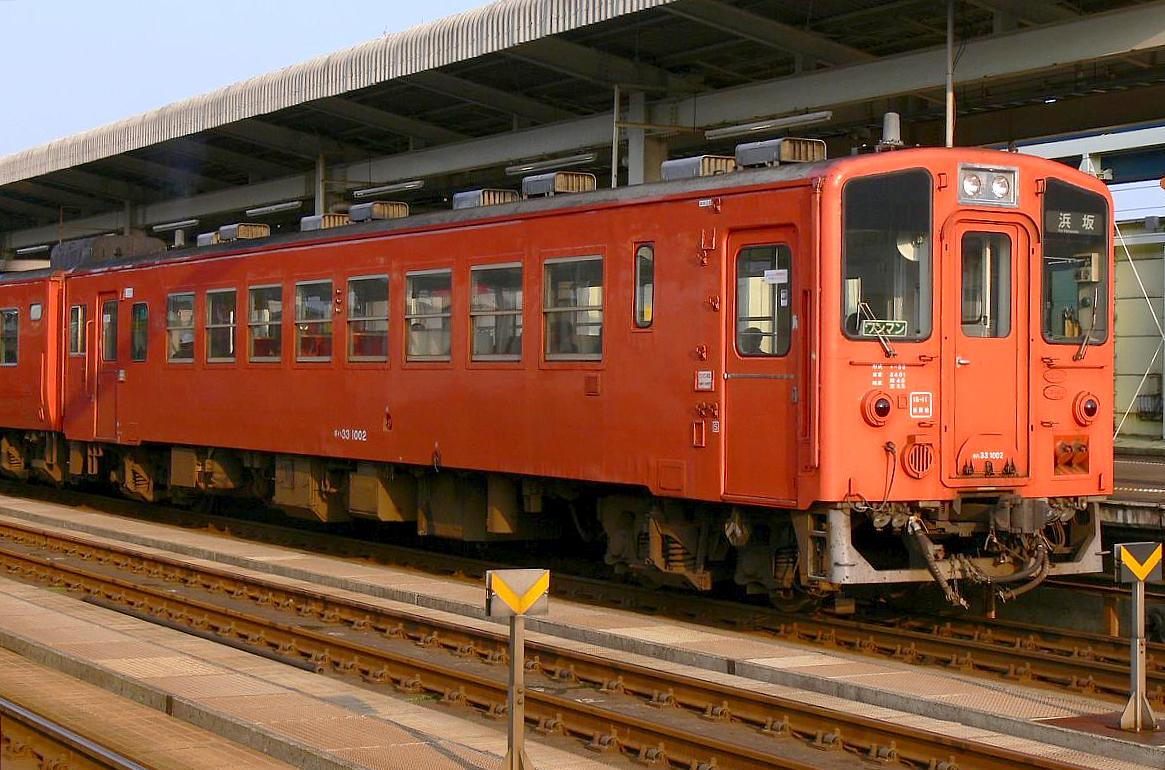
キハ33形

- 気動車
  - キハ181系気動車
  - キハ20系気動車
  - キハ33形気動車　　　
  - キハ58系気動車
  - キロ59形気動車＋キロ29形気動車
  - キハ37形気動車
- 客車
  - 35系客車
  - 43系客車
  - 50系客車
  - 12系1000番台客車
- 機関車
  - DE15形ディーゼル機関車 - ラッセル式除雪機関車。2558号機は冬季以外には木次線の観光トロッコ列車「奥出雲おろち号」トロッコ列車「奥出雲おろち号」の専用牽引機となるため専用塗色になっており、冬季には機関車本体が「奥出雲おろち号」色・ラッセルヘッドが一般色で除雪作業を行っていた。2021年（令和3年）12月3日に廃車回送が行われた。ほかにラッセルヘッドに力士のイラストが描かれたものもあったが、2010年冬季シーズン前の整備で通常塗装に戻された。
- 貨車
  - チキ6000形貨車
  - ヨ8000形貨車 - 東武鉄道に譲渡

### 出雲支所配置

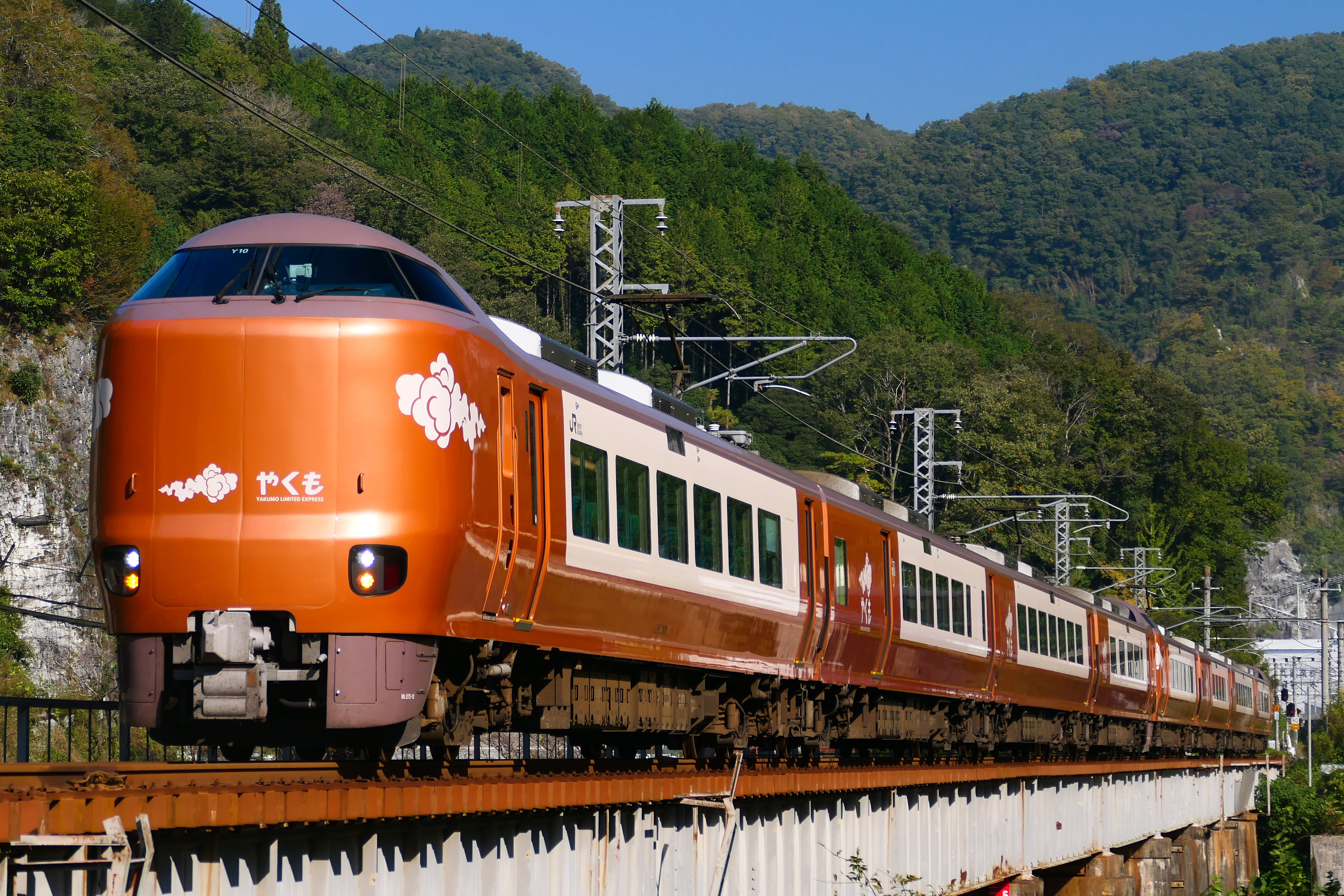
273系

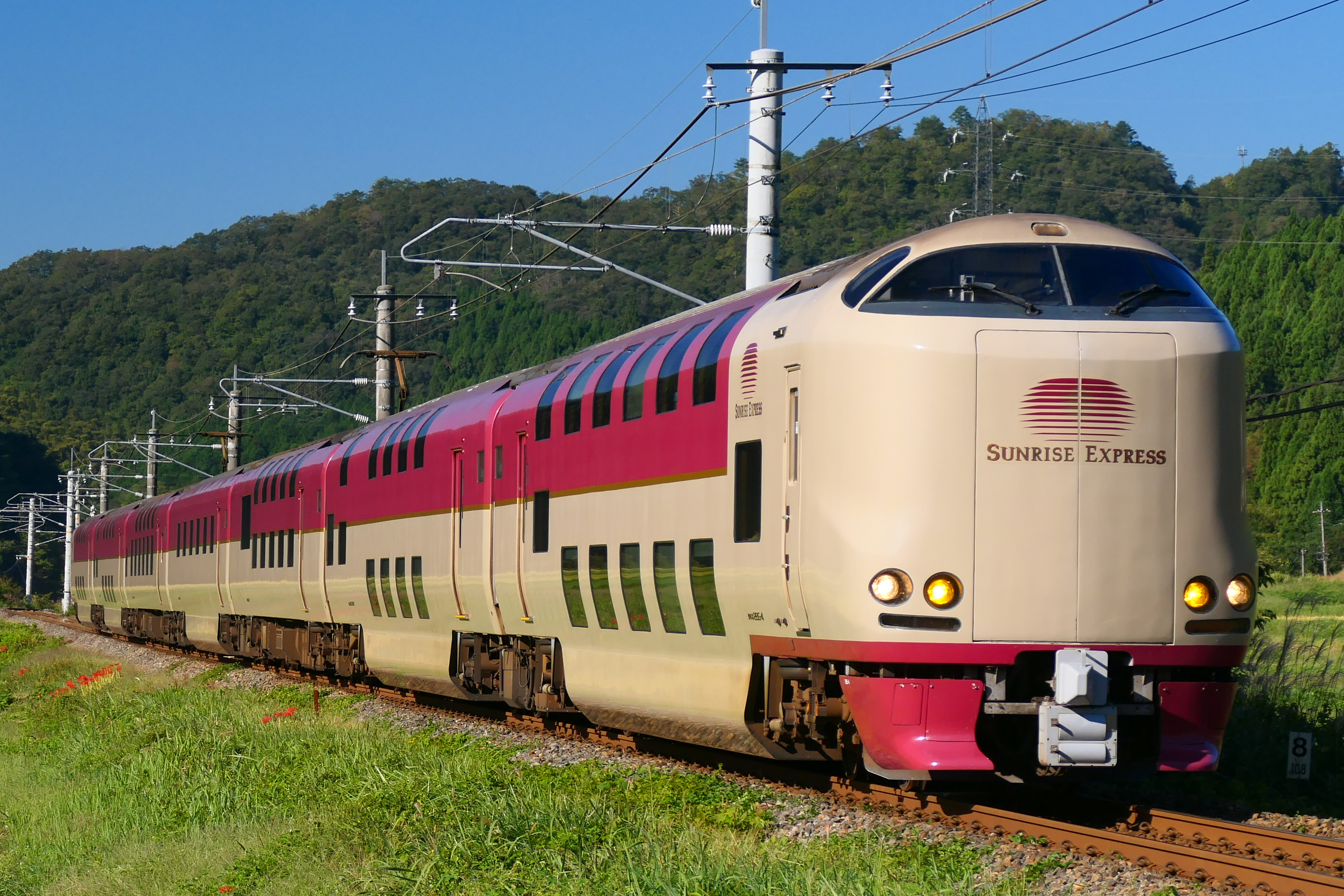
285系

#### 電車
- 273系電車（44両）
  - 4両編成11本（Y1 ‐ 11編成）が配置され、特急「やくも」で運用される。
- 285系電車（0番台21両 + 3000番台14両、3000番台はJR東海からの管理受託車）
  - 0番台7両編成3本（I1 - 3編成）が配置され、寝台特急「サンライズ瀬戸」「サンライズ出雲」で運用される。
  - JR東海の大垣車両区に所属する3000番台7両編成2本（I4・5編成）も当支所に常駐して当所のJR西日本編成と共通運用され、これらの整備や定期検査のほかリニューアル工事もJR西日本に委託され後藤総合車両所で実施されている。ただし、名目上では名古屋工場が担当工場となっている。
- 381系電車（62両）
  - 6両編成3本（パノラマ編成2本、国鉄色1本）、4両編成7本（ノーマル基本編成6本、サブ編成1本）、3両編成4本（ノーマル付属編成4本）、他4両が配置されている。組成変更が頻繁に行なわれるため、編成番号は付けられていない。
  - 特急「やくも」で運用され、「ゆったりやくも」用のリニューアル車両または簡易改造車である。
- クモヤ145形電車（1両）
  - 1両が配置されている。牽引車。
  - 構内の入換のほか、出雲支所に所属する381系電車が車両工場（主に後藤総合車両所）へ入出場回送、試運転をする際に進行方向に制御車両が連結されていない場合に制御車両として使用される。

#### 気動車
- キハ120形気動車（8両）
  - 200番台3両と、0番台5両が配置されている。すべてにトイレが設置されている。
  - 木次線・山陰本線（宍道 - 松江間）で運用されている。
  - 2021年3月13日付で7両（200番台2両と0番台5両）、同年4月20日付で1両（200番台）が木次鉄道部から転入した[12]。

#### 浜田派出所
- キハ120形気動車（13両）
  - 300番台13両が配置されている。
  - 山陰本線出雲市 - 益田間で運用されている。

#### 過去の配置車両
- 客車
  - 14系客車 - 1986年（昭和61年）11月1日のダイヤ改正で品川運転所から転入、寝台特急「出雲3・2号」で使用された。285系投入に伴い個室寝台車が京都総合運転所に転配、「あかつき」に転用された。
- 業務用牽引車
  - クモヤ90形

### 鳥取支所配置

#### 気動車
- キハ187系気動車（8両）
  - 500番台2両編成4本が配置されている。
  - 基本的に特急「スーパーいなば」で運用される。前身の鳥取鉄道部西鳥取車両支部時代から当地に常駐していたが、2022年度に運用検修センターから正式に転入した。
- キハ47形気動車（18両）
  - 0番台12両、1000番台が6両の計18両が所属している。全車がワンマン運転に対応している。
  - 山陰本線城崎温泉・浜坂 - 米子間（城崎温泉駅乗り入れは1往復のみ）、因美線鳥取 - 智頭・那岐間（那岐駅乗り入れは朝1往復のみ）の普通列車で運用されている。配置される全車のリニューアル改造が完了している。
  - このうちの2両 (146, 1112) は、かつて黄緑色をベースとして車体側面にしゃんしゃん傘踊りの傘やドウダンツツジ、前面貫通扉に因幡の白兎のイラストが描かれた、通称「花笠（花傘）塗装」と呼ばれる姿となっていた。また、所属するキハ47形のうちこの2両にのみ車体側面にJRマークが貼付されていた。 146は2016年（平成28年）2月の全般検査時、1112は2012年（平成24年）3月の全般検査時に朱色5号の一色塗り（首都圏色）に塗装変更され、「花笠（花傘）塗装」の車両は見られなくなった。

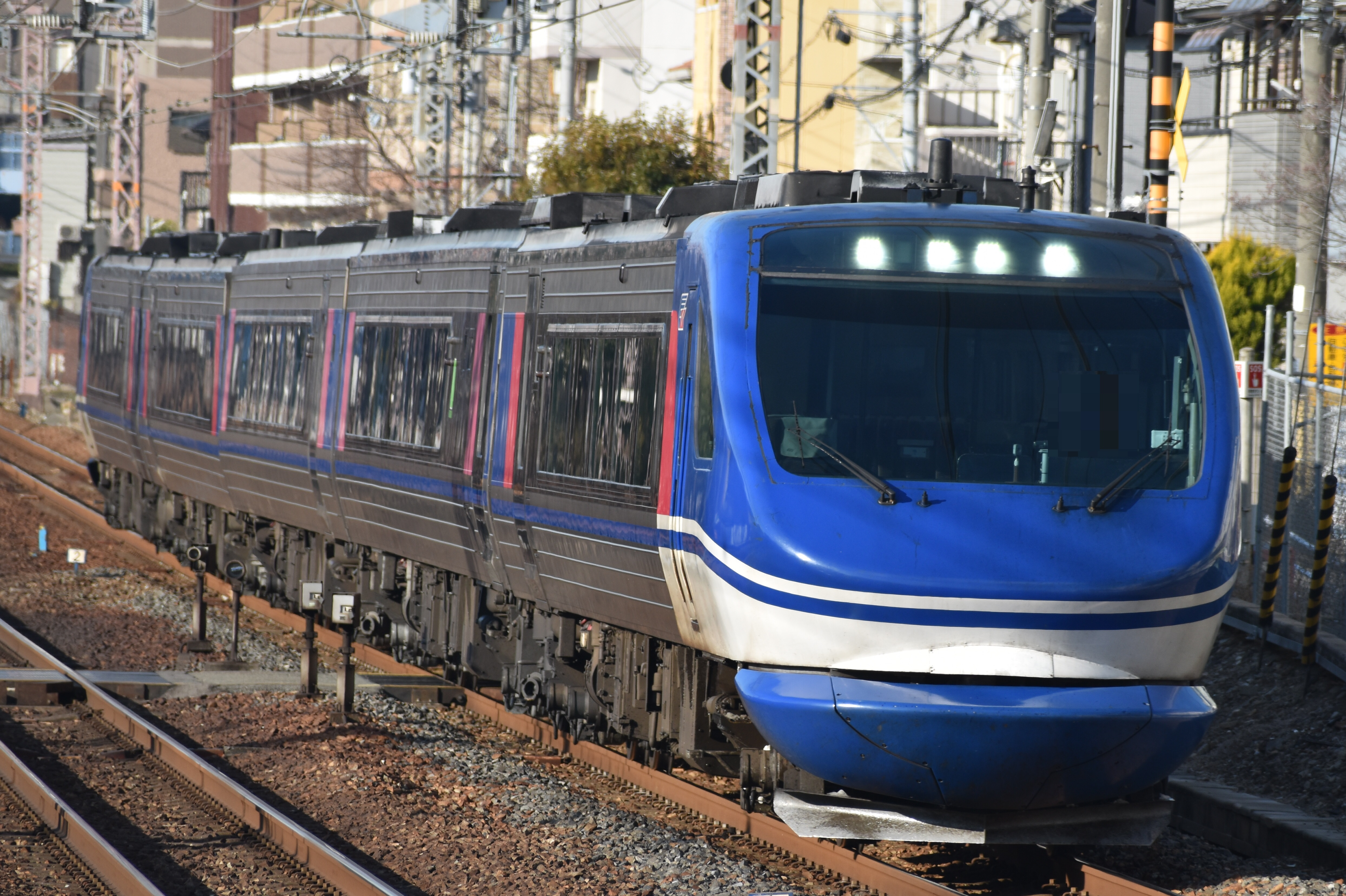
HOT7000

- HOT7000系気動車（34両、智頭急行からの管理受託車）
  - 5両編成5本、予備車両9両を受託している。
  - 特急「スーパーはくと」で運用されている。

#### 過去の配置車両

##### 気動車
- キハ181系気動車
  - 京都総合運転所からATS-P対応編成が転属して、特急「いなば」で運用されていたが、その後、西鳥取車両支部に常駐のまま、書類上は後藤総合車両所に転属した。
- キハ58系気動車
- キハ65形気動車
- キハ45系気動車
- キハ40形気動車
- キハ33形気動車
  - 長らく境線を中心に運用されていたが、トイレがないことにより2003年（平成15年）秋のダイヤ改正で予備車両となり、2004年（平成16年）8月ごろに2両とも後藤総合車両所から鳥取鉄道部に転属し、山陰本線鳥取 - 浜坂間の普通列車で運用されていた。
  - トイレがないために単独では運用せず、トイレ付きのキハ47形0番台と2両編成を組んで運用されていた。
  - 2010年3月13日のダイヤ改正で定期運用を終了し、同年3月30日付で廃車された[13]。

##### 客車
- マニ50形荷物車
  - かつて救援車代用としてマニ50形2035番が配置されていた。

### 岡山気動車支所配置

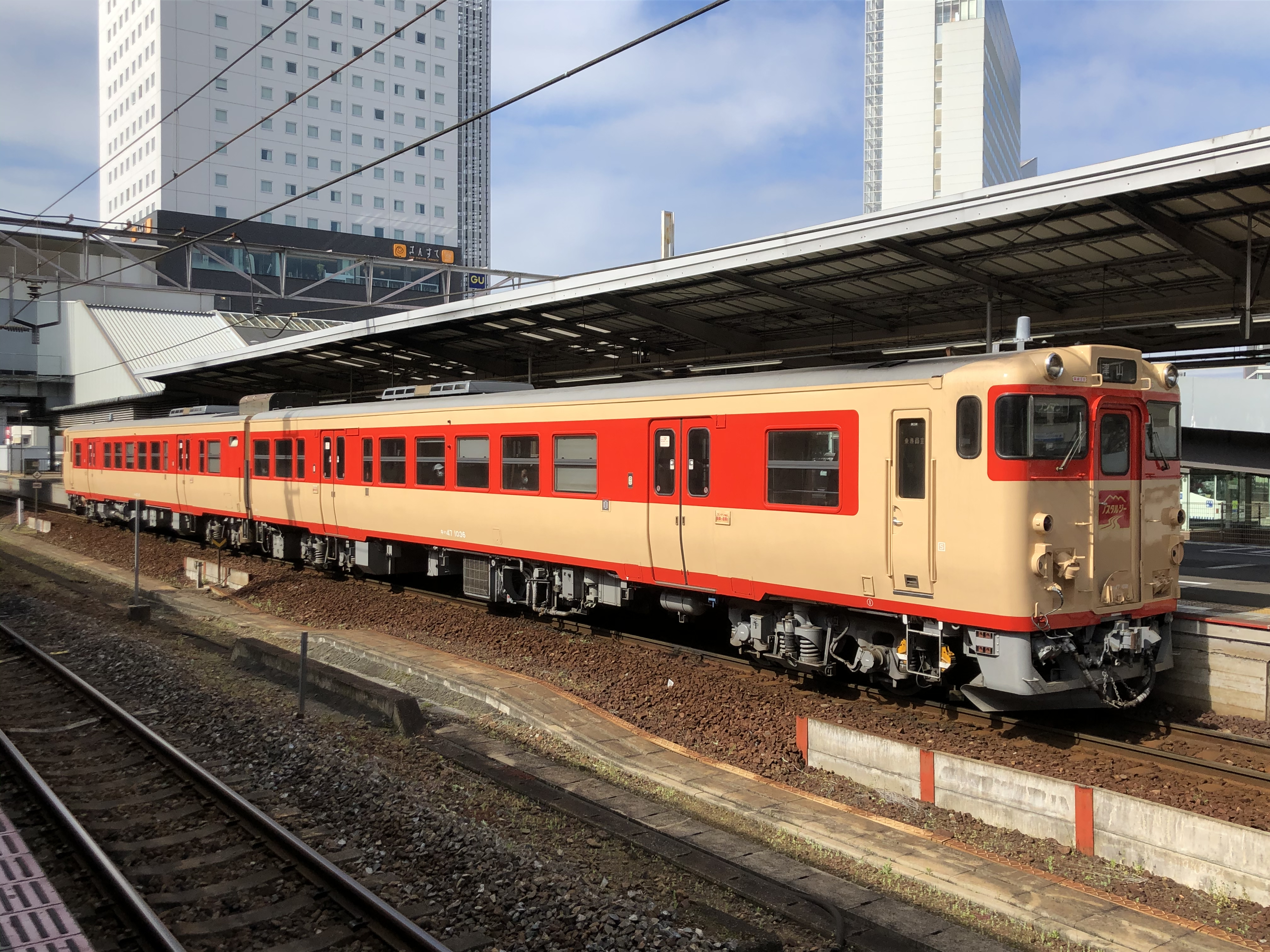
キハ47形気動車 - 国鉄急行色

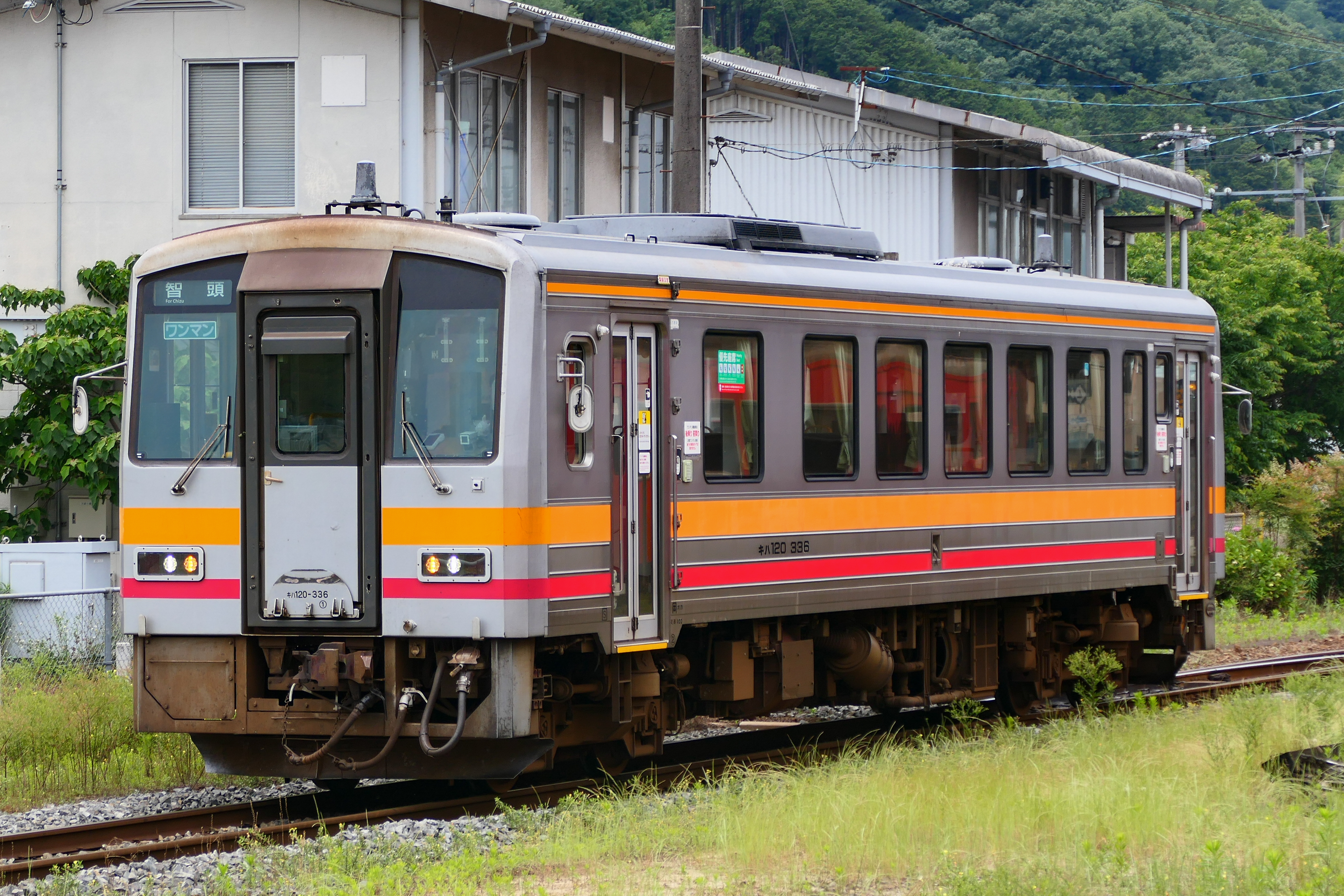
キハ120形気動車

#### 気動車
- キハ40形気動車（15両）
  - 2000番台10両とロングシート改造車の3000番台5両が所属している。全車がワンマン運転に対応している。エンジンは330PS仕様であるが、吉備線運用時は265PSに抑制している。みまさかスローライフ列車で因美線(智頭駅 - 津山駅間)にも入る。
- キハ47形気動車（26両）
  - 0番台15両、1000番台7両、2000番台3両、3000番台1両が所属している。全車がワンマン運転に対応している。
  - 所属車両のうち、2両はノスタルジー塗装(国鉄急行色)となっており、みまさかスローライフ列車で因美線（智頭駅 - 津山駅間）に入る。
- キハ120形気動車（16両）
  - 300番台16両が所属しており、全車がワンマン運転に対応している。
  - 因美線（智頭駅 - 津山駅間）・津山線・姫新線（佐用駅 - 新見駅間）・芸備線（備中神代駅 - 備後落合駅間）で運用されている。

## 借り入れ車両
2008年3月から2010年3月まで京都総合運転所所属の113系4両編成1本を借入し、山陰本線の快速「通勤ライナー」に運用していたことがある。